# Diablos danzantes de Cata
Los Diablos danzantes de Cata son una festividad religiosa que se celebra en el Pueblo de Cata, Estado Aragua (Venezuela), el día de Corpus Christi, llevada a cabo por las "Sociedades del Santísimo".

## Declaración de Patrimonio Cultural Inmaterial de la Humanidad
Los Diablos danzantes de Cata ingresaron, junto con otras 11 cofradías del país, a la lista representativa del Patrimonio Cultural Inmaterial de la Humanidad que aprueba la Organización de la Naciones Unidas para la Educación, Ciencia y la Cultura (Unesco), en París, el 6 de diciembre del año 2012.